# 태스크마스터
태스크마스터(영어: Taskmaster)는 마블 코믹스의 슈퍼빌런, 안티히어로 캐릭터로, 본명은 토니 마스터스(Tony Masters)이다. 각종 무술과 장비를 이용해 상대의 전력을 카피하여 싸우는 용병으로, 어벤저스의 악당으로 첫등장한 연후 데드풀, 스파이더맨, 앤트맨 등과 싸웠고, 이해관계에 따라 협력하기도 했다. 1980년 5월 《어벤저스》 195호에 처음 등장했고, 데이비드 미컬라이니와 조지 페레스가 공동 창작하였다.

## 담당 성우

### TV 애니메이션
- 얼티밋 스파이더맨(2012) - 클랜시 브라운

### 비디오 게임
- 마블 대 캡콤 3(2011) - 스티븐 블룸
- 마블 히어로즈(2013) - 스티븐 블룸
- 레고 마블 슈퍼 히어로즈(2013) - 스티븐 블룸
- 캡틴 아메리카: 윈터 솔져(2014) - 크리스핀 프리먼
- 마블 어벤저스 아카데미(2016) - 애덤 몬토야
- 엘티메이트 스파이더맨 (PS4)